# Cinc
El cinc (5) és el nombre natural que segueix el quatre i precedeix el sis. S'escriu 5 en xifres àrabs, V en les romanes i 五 en les xineses. L'ordinal és el cinquè/cinquena (al País Valencià, quint/quinta i cinqué/cinquena). El quantitatiu és cinc (Dona-me'n cinc). L'agrupament és quintet (Un quintet de músics). El múltiple és quíntuple. El divisor un quint o cinquè/cinquena part.
Si es divideix un nombre per cinc, s'obté un cinquè o quint del nombre inicial. Per a la construcció de paraules amb el significat de cinc se sol emprar el prefix grec penta, com a pentàgon.

## Ocurrències del cinc

### Religió i supersticions
- Les cinc oracions diàries de l'islam
- El Pentateuc són els cinc primers llibres de la Bíblia i de la Tanakh
- El cinquè manament del cristianisme diu "no mataràs"
- Les Cinc nafres de Jesucrist són les cinc ferides que va rebre a la seva crucifixió
- Segons el cristianisme, el cinquè dia de la creació Déu va començar a crear la vida animal: la vida a l'aigua i els animals aeris (aus i insectes).
- Segons algunes versions, la ira és el cinquè pecat capital, en d'altres és la gola.
- Segons la tradició oriental, els Cinc processos o Wuxing, hi ha cinc elements:aigua, foc, terra, fusta i metall
- S'anomena els Cinc Clàssics al corpus de llibres que el confucianisme utilitzava per als seus ensenyaments
- Representa el signe del Lleó en el zodíac
- Simbolitza el "jo" a la numerologia xinesa
- Segons els maies, l'home habita al cinquè món des de la Creació
- Les cinc K són uns articles de fe del Sikhisme
- Cinc vies són un seguit d'arguments que segons Tomàs d'Aquino demostren l'existència de Déu
- Segons el cristianisme, cinc Corones són les que rebran els creients després del Judici Final
- La Quinquàtria fou un festival dedicat a Minerva que se celebrava cada cinquè dia després dels idus

### Astronomia
- (5) Astrea és un gran asteroide del cinturó d'asteroides
- Júpiter és el cinquè planeta més proper al sol
- El nombre de satèl·lits de Plutó
- Soiuz 5 va ser el primer vol espacial en el qual es va realitzar acoblament entre dues naus tripulades

### Geografia
- Els oceans són cinc
- A la Terra hi ha cinc continents poblats
- A l'Aragó hi ha la comarca de "Las Cinco Villas"
- A Navarra hi ha la comarca de Bortziri, que en castellà també li diuen Cinco Villas
- Cinc Camins és un lloc del terme de Reus
- Cinc Ponts és un indret del terme de Reus
- Cinc Claus és un llogarret del municipi de l'Escala (Alt Empordà)
- Cinc Creus és un pic del massís del Canigó
- La Cinquena Avinguda és una de les principals artèries del centre de Manhattan, a la ciutat de Nova York.

### Història i ciències socials
- La cinquena columna era la població que deia el General Mola se sublevaria contra el govern republicà a Madrid
- El Cinquè Regiment va ser un cos militar de voluntaris de la Segona República Espanyola
- Hi ha cinc països amb dret a veto al Consell de Seguretat de l'ONU
- La duració del mandat dels polítics a França
- Els francesos es troben en la seva Cinquena República
- A Lleida es conserva l'armari de les cinc claus, que correspon a un arxiu antic.
- Els Cinc són espies cubans capturats als EUA el 1998
- La cinquena flota de la Marina dels Estats Units d'Amèrica és la que opera al voltant d'Aràbia
- El 5è Exèrcit Americà és una unitat militar dels EUA que té com missió la defensa del Nord del seu país
- Las Cinco Rosas és el nom original de La Mercè, grup d'habitatge del barri de les Corts, a Barcelona
- Cinc tribus civilitzades foren les cinc nacions ameríndies que els colons europeus consideraven civilitzades durant el període colonial
- Cinc dinasties i Deu regnes fou un període turbulent de la història de la Xina
- El Moviment 5 Estrelles és un partit polític italià
- L'estrella de cinc puntes està present a l'estelada. Invertida, és símbol del dimoni (pentacle)
- Les banderes i els escuts de la República Popular de la Xina i de Singapur tenen cinc estrelles de cinc puntes
- Els quinquerrems eren vaixells de guerra de l'antiguitat propulsats per grups de cinc remers
- La Cinquena Coalició va ser una aliança entre Àustria i el Regne Unit per lluitar contra l'Imperi de Napoleó I
- La Cinquena Aliyà es refereix a la cinquena ona d'immigració jueva a Israel provinent d'Europa i Àsia entre els anys 1929 i 1939

### Matemàtiques i geometria
- El polígon de 5 costats rep el nom de pentàgon
- La hipotenusa d'un triangle amb catets de longitud 3 i 4.[2]
- És el tercer nombre primer,[2] després del 3 i abans del 7
- És el cinquè terme de la successió de Fibonacci, després del 3 i abans del 8.
- És el segon nombre primer de Fermat[2] (n=1), després del 3 i abans del 17.
- És el segon nombre de Thàbit.
- És el tercer nombre de la sort d'Euler.
- És el segon nombre primer de Proth.

### Tecnologia
- En les xarxes d'ordinadors, segons el model OSI, la cinquena és l'anomenada capa de sessió
- En sistemes digitals, cinc volts correspont típicament al valor lògic cert (també anomenat 1 lògic).
- La marxa més alta en la canvi del marxes d'un vehicle estàndard.
- El nombre típic de rodes que porta un cotxe, incloent-hi la de recanvi.
- Els cotxes de cinc portes són aquells que tenen el quatre portes pels viatgers, més una al darrere per a l'equipatge.

### Costums, folklore i rondalles
- Els petits llops de la cançó infantil
- L'hora típica per prendre el te anglès
- La "Quinta forca" és una expressió catalana per referir-se a un lloc molt llunyà
- Pilar de 5 és la construcció típica amb què es comença i s'acaba una actuació castellera

### Cultura i art
- El pentàmetre és un tipus de vers de base cinc
- Les paraules de cinc síl·labes es diuen pentasíl·labes
- Pentasíl·lab és també el nombre d'un vers, el de cinc síl·labes mètriques
- L'alfabet llatí té cinc vocals
- 5 forquilles és la classificació de màxima categoria d'un restaurant

#### Títols de cinema
- El cinqué element
- Cinco, Riccardo Gabrielli
- Five
- Cinc cantonades
- Cinco metros cuadrados

#### Títols de novel·les
- Le Cinquième Cavalier, Dominique Lapierre i Larry Collins
- Los cinco misterios de la pasión, Lope de Vega
- La col·lecció de novel·les infantils The Famous Five de Enid Blyton

#### Periodisme
- Cinco Días és un diari d'economia d'àmbit espanyol
- Cinc W són les cinc preguntes que cal realitzar abans d'escriure un article

### Música
- Cinc línies té un pentagrama
- El pentacord té cinc tons.
- El timple, la vihuela mexicana i el guitarró són instruments musicals de cinc cordes
- Cinco canciones negras és un cicle de cançons compost per Xavier Montsalvatge
- Grup dels Cinc, grup de compositors musicals russos.

#### Grups musicals
- The Jackson 5
- Maroon 5
- La Quinta Estación
- Fifth Harmony
- 5 Seconds of Summer
- Els Cinc Xics
- FIVE, Richard 'Abs' Breen, Ritchie Neville, Scott Robinson, Sean Conlon

#### Cançons i altres músiques
- Mambo Nº 5
- Con los cinco sentidos, Rosana
- 5 sentidos, Dvcio, Taburete
- Cinco minutos, La Fuga
- Simfonia núm. 5 (Beethoven)

#### Discos
- Five by Five, The Rolling Stones
- Five, Goodbye Mr. Mackenzie
- Five, Prince Royce
- 5, Lenny Kravitz
- Five, Hollywood Undead
- A las cinco en el Astoria, La Oreja de Van Gogh

### Economia
- El valor més baix de bitllet d'euro
- Un duro valia cinc pessetes.
- A la publicitat existeixen diversos productes que porten el seu nom; en destaca el Renault 5 i Channel núm. 5

### Anatomia i biologia
- Els dits d'una mà o un peu dels humans i altres animals. Aquesta característica s'anomena pentadactília.
- La majoria d'estrelles de mar tenen cinc braços
- L'ésser humà té cinc sentits: vista, oïda, tacte, olfacte i gust
- Els pentatòmids són una família d'insectes caracteritzada per les seves antenes de cinc segments.

### Física i química
- La cinquena força és aquella que seguns alguns cinetífics completa les interaccions fonamentals
- És el nombre atòmic del bor.
- La química es divideix en cinc branques: química orgànica, química inorgànica, química analítica, química física i bioquímica.
- El Sistema Internacional, que regula les unitats, defineix el prefix peta- com a la cinquena potència de mil (1000⁵)
- En física, la cinquena dimensió és una hipotètica dimensió extra, més enllà de les 3 dimensions espacials i una de temps

### Esport i jocs
- El nombre que ha de sortir en un dau per treure una fitxa al parxís
- El nombre de jugadors del basquetbol i Hoquei sobre patins
- Als Jocs Olímpics hi ha cinc cèrcols a la bandera oficial
- Pentatló es el nom de diverses proves esportives compostes per cinc jocs.
- Les 5 estrelles és una categoria que atorga la UEFA als millors estadis de futbol

### Divisions del temps
- Antigament, es consideraven cinc les estacions de l'any
- El lustre o quinquenni és un període de cinc anys.
- Designa l'any 5 i el 5 aC
- El Calendari xinès tradicional està format per cinc cicles de dotze anys amb noms d'animals combinats amb els cinc elements.
- Segons Hesíode, la història de la humanitat es divideix en cinc edats